# HD 49689
HD 49689，又名CD-51 2078，SAO 234705、HR 2523，是一颗恒星，视星等为5.4，位于銀經260.67，銀緯-21.52，其B1900.0坐标为赤經6h 44m 28.5s，赤緯-51° -21.52′ 10″。